# Linea a microstriscia

Sezione di una linea a microstriscia. Il conduttore (A) è separato dal piano di massa (D) dal substrato dielettrico (C); il dielettrico superiore (B) può essere aria o materiale plastico.

Le linee a microstriscia, comunemente chiamate microstrip, sono un tipo di guida d'onda impiegate nell'elettronica per la propagazione guidata di onde elettromagnetiche nella gamma delle microonde o su frequenze ancora superiori, che si possono realizzare tramite fotoincisione o fotolitografia. Sono costituite da un piano di massa metallico e da una striscia di materiale conduttore di larghezza minore, separati da uno strato di materiale dielettrico.
La microstriscia fu sviluppata dai laboratori ITT in competizione con la tecnologia stripline (pubblicata da Grieg ed Engelmann negli atti IRE del dicembre 1952).
Molti componenti di circuiti a microonde, come antenne, accoppiatori, filtri, divisori ecc. possono essere realizzati con microstrisce, dove il dispositivo è costituito solo da metallizzazioni sul substrato: questo rende i circuiti a microstriscia meno costosi, più compatti e più leggeri delle loro controparti in guida d'onda metallica tradizionale. Gli svantaggi d'altro canto sono maggiori perdite e potenze molto più basse. Inoltre, poiché il campo elettromagnetico in una microstriscia è aperto, e non confinato in una data regione, i circuiti che la impiegano possono avere problemi di intermodulazione e irradiazione di segnale.
In linea di massima un circuito a microstriscia può essere costruito anche su un normale circuito stampato, a un costo irrisorio; purtroppo il materiale dei PCB standard ha perdite troppo alte e soprattutto una costante dielettrica troppo poco uniforme, il che determina una pessima qualità dei dispositivi. Per questo si preferisce usare dei substrati in allumina. Su scala più piccola, linee di trasmissione a microstriscia sono costruite anche nei circuiti integrati; sono usate anche nei PCB di circuiti digitali ad alta velocità quando dei segnali hanno bisogno di essere trasportati da una parte all'altra del circuito con la minima distorsione e minime perdite.

## Disomogeneità
L'onda elettromagnetica portata dalla microstriscia viaggia in parte nel dielettrico fra i due piani metallici e in parte in quello superiore (aria, plastica o altro) che di solito è minore; la velocità di propagazione dell'onda nella guida sarà quindi intermedia fra quelle dei due dielettrici. Per questo è necessario considerare nei calcoli una costante dielettrica efficace della guida che è funzione di quelle dei due dielettrici in gioco. Questa disomogeneità comporta ulteriori conseguenze:
- La guida d'onda a microstriscia non può supportare la propagazione di una vera onda TEM, ma ogni campo in propagazione lungo di essa dovrà contenere tutte e sei le componenti del campo elettromagnetico[2]. Tuttavia se la lunghezza d'onda del campo in propagazione è grande rispetto alle dimensioni (larghezza e altezza) della guida, le componenti longitudinali dei campi possono essere trascurate: si parla allora di modo dominante quasi-TEM.
- La guida d'onda a microstriscia è dispersiva. Al crescere della frequenza, la costante dielettrica efficace della guida si avvicina sempre più a quella del substrato, e la velocità di fase diminuisce poco a poco[2][3].
- Anche l'impedenza caratteristica della guida varia con la frequenza. In più le impedenze dei modi non-TEM non sono univocamente definite, ma possono variare con la frequenza: aumentare, diminuire, o perfino assumere andamenti non monotoni, in accordo con la definizione di impedenza che si adotta[4]. In tutte le definizioni però ci si riferisce sempre all'impedenza al limite minimo di frequenza della microstriscia come "impedenza caratteristica quasi-statica", ed è unica per tutte le definizioni.
- L'impedenza d'onda varia spostandosi lateralmente nella microstriscia.

## Impedenza caratteristica
Un'espressione approssimata in forma chiusa per l'impedenza caratteristica di una linea a microstriscia fu trovata da Wheeler:
{\displaystyle Z_{\textrm {microstrip}}={\frac {Z_{0}}{2\pi {\sqrt {2(1+\varepsilon _{r})}}}}\mathrm {ln} \left(1+{\frac {4h}{w_{\textrm {eff}}}}\left({\frac {14+{\frac {8}{\varepsilon _{r}}}}{11}}{\frac {4h}{w_{\textrm {eff}}}}+{\sqrt {\left({\frac {14+{\frac {8}{\varepsilon _{r}}}}{11}}{\frac {4h}{w_{\textrm {eff}}}}\right)^{2}+\pi ^{2}{\frac {1+{\frac {1}{\varepsilon _{r}}}}{2}}}}\right)\right),}
dove {\displaystyle w_{\mathrm {eff} }} è la larghezza efficace, cioè la larghezza della striscia più una correzione che tiene conto dello spessore della metallizzazione, diverso da zero:
{\displaystyle w_{\textrm {eff}}=w+t{\frac {1+{\frac {1}{\varepsilon _{r}}}}{2\pi }}\mathrm {ln} \left({\frac {4e}{\sqrt {\left({\frac {t}{h}}\right)^{2}+\left({\frac {1}{\pi }}{\frac {1}{{\frac {w}{t}}+{\frac {11}{10}}}}\right)^{2}}}}\right).}
Qui, Z0 è l'impedenza dello spazio vuoto, εr è la permettività relativa del substrato, w è la larghezza della striscia, h è lo spessore ("height") del substrato e t è lo spessore della metallizzazione della striscia.
La formula tende asintoticamente a una soluzione esatta in tre casi diversi:
1. {\displaystyle w\gg h}, per qualunque {\displaystyle \varepsilon _{r}} (linea di trasmissione a piani paralleli),
2. {\displaystyle w\ll h}, {\displaystyle \varepsilon _{r}=1} (filo sopra un piano di massa) e
3. {\displaystyle w\ll h}, {\displaystyle \varepsilon _{r}\gg 1.}

Nella quasi totalità degli altri casi, l'errore di impedenza è minore dell'1%, ed è comunque sempre minore del 2%. Coprendo tutti i casi geometrici in una sola formula, Wheeler 1977 migliora il suo lavoro Wheeler 1965 che dava una formula per {\displaystyle w/h>3.3} e un'altra per {\displaystyle w/h\leq 3.3} (introducendo quindi una discontinuità nei risultati {\displaystyle w/h=3.3}). Nondimeno, l'articolo del 1965 è quello citato più spesso. Altri autori hanno proposto un certo numero di formule approssimate differenti per l'impedenza caratteristica; tuttavia la maggior parte di queste sono applicabili solo per una gamma limitata di rapporti larghezza-altezza oppure coprono l'intera gamma un pezzo alla volta.

## Curve
Per poter costruire un circuito completo in microstriscia è prima o poi necessario che il suo cammino cambi direzione; però una curva secca a gomito (90°) in una microstriscia provoca una riflessione all'indietro quasi totale del segnale, e solo una piccola parte riuscirà a superare la curva. Affinché la maggior parte del segnale venga trasmesso lungo un percorso curvo, il raggio di curvatura di questo deve essere almeno tre volte la larghezza della striscia. Tuttavia una tecnica molto più comune, soprattutto perché usa meno spazio, è di usare una curva smussata.

Curva di microstriscia smussata a 90°. La percentuale di smussatura è 100x/d.

 In prima approssimazione, una curvatura brusca non smussata si comporta come una capacità di shunt messa fra il piano di massa e la curva stessa; smussare la curva riduce l'area di metallizzazione e rimuove l'eccesso di capacità. La percentuale di smussatura è la frazione di diagonale fra gli angoli interni ed esterni della curva non smussata.
La smussatura ottimale per una vasta gamma di geometrie di microstrisce è stata determinata sperimentalmente da Douville e James. Essi hanno scoperto che una buona formula per la percentuale ottimale di smussatura è:
{\displaystyle M=100{\frac {x}{d}}\%=(52+65e^{-{\frac {27}{20}}{\frac {w}{h}}})\%}
soggetto a {\displaystyle w/h\geq 0.25} e con una costante dielettrica di substrato {\displaystyle \varepsilon _{r}\leq 25}. Questa formula è completamente indipendente da {\displaystyle \varepsilon _{r}}. La gamma di parametri per cui Douville e James indagarono sperimentalmente è {\displaystyle 0.25\leq w/h\leq 2.75} e {\displaystyle 2.5\leq \varepsilon _{r}\leq 25}. Essi riferiscono un VSWR migliore di 1.1 (cioè una riflessione migliore di −26 dB) per ogni percentuale di smussatura entro il 4% (della {\displaystyle d} originale) data nella formula. Al rapporto minimo {\displaystyle w/h} di 0.25, la percentuale di smussatura è 98.4%, cioè la striscia è quasi completamente tagliata.
Sia che le curve vengano smussate o arrotondate, la lunghezza elettrica del cammino risultante è leggermente più corta della lunghezza fisica della striscia.